# 瓦里昆卡山 (聖羅薩區)
16°47′23″S 69°55′32″W / 16.78972°S 69.92556°W
瓦里昆卡山（Wari Kunka），是秘魯的山峰，位於該國東南部普諾大區，由埃爾科廖省的聖羅薩區負責管轄，屬於安地斯山脈的一部分，海拔高度4,800米。